# 橘色柱格粒螺
橘色柱格粒螺（学名：Inella verrucosa）为左錐螺科格粒螺屬下的一个种。